# ياردة
الياردة (بالإنجليزية: Yard)‏ وحدة قياس للأطوال كانت تستخدم في انكلترا وما زالت تستخدم في أمريكا. والتي تتكون من 3 أقدام أو 36 بوصة. ومنذ عام 1959 تم توحيده وفقًا للاتفاقية الدولية على أنه 0.9144 متر بالضبط. والـ1760 ياردة تساوي ميل واحد.
أنشأها هنري الأول ملك إنجلترا عندما مد ذراعه وحدد الياردة بالمسافة بين أنفه وطرف إصبعه الأوسط. الياردة = 3 أقدام = 36 بوصة يساوي 91.44 سم.
ياردة مسح الأراضي الأمريكية أطول قليلاً.

## الاسم

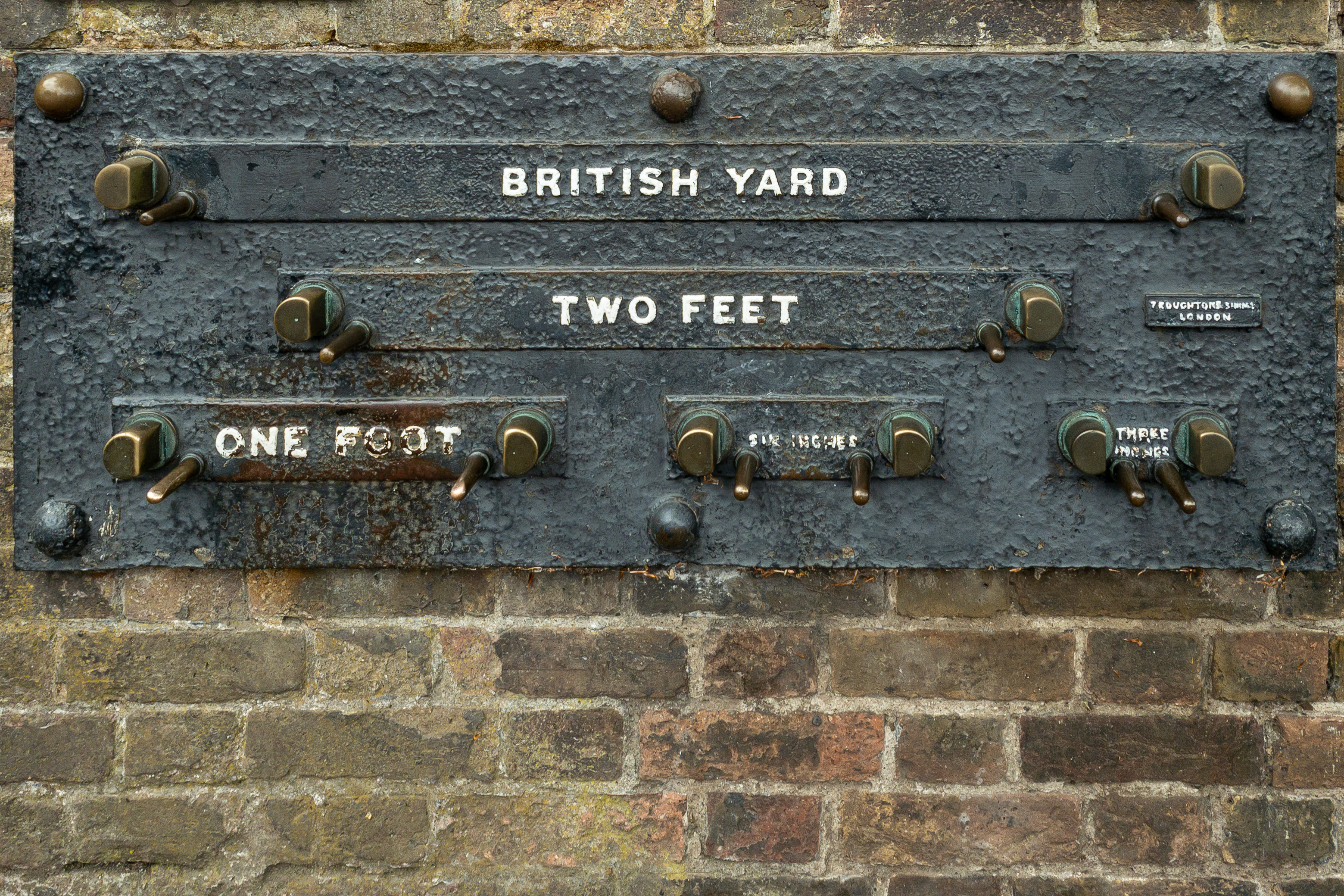
معايير القياس الإمبراطوري الإمبريالية العامة غير الرسمية التي أقيمت في المرصد الملكي - غرينتش - لندن، في القرن التاسع عشر: ياردة بريطانية واحدة، وقدمان، وقدم واحد، و6 بوصات، و3 بوصات. تم تصميم النصب الغير دقيق للسماح لقضبان القياس الصحيح بالتناسب بشكل مريح مع دبابيسها عند درجة حرارة محيطة تبلغ 62 درجة فهرنهايت (16.66 درجة مئوية)

الاسم مشتق من اللغة الإنجليزية القديمة gerd وgyrd وما إلى ذلك، والتي كانت تستخدم للفروع والعصي وقضبان القياس. تم توثيقه لأول مرة في أواخر القرن السابع في قوانين الملك إين من ويسيكس، حيث «ساحة الأرض» المذكورة هي يارد لاند (yardland)، وهي وحدة إنجليزية قديمة لتقدير الضرائب تساوي 1⁄4 الهيد وهي مقياس إنكليزى للأراضى ويعادل 100 فدان. وفي نفس الوقت تقريبًا استخدمته مخطوطة أناجيل ليندسفارن للرسل من يوحنا المعمدان في إنجيل متى كغصن تهتز به الرياح. وبالإضافة لليارد لاند فقد استخدمت اللغة الإنجليزية القديمة والوسطى أشكالهما الخاصة بالياردة للإشارة إلى أطوال المسح التي تبلغ 15 أو 16 1⁄2 قدمًا المستخدمة في حساب الفدان، وهي مسافة تُعرف عادةً باسم «القضيب».
وحدة من ثلاثة أقدام إنجليزية مصدقة في قانون ج. 1300 (انظر أدناه) ولكن هناك تسمى إيل ell (لاتينية: ulna ، مضاءة «ذراع»)، وهي وحدة منفصلة وعادة أطول من الياردة بحوالي 45 بوصة. تم إثبات استخدام كلمة «يارد» (الإنجليزية الوسطى: ȝerd أو ȝerde) لوصف هذا الطول لأول مرة في قصيدة لانجلاند على بيرس بلومان. ويبدو أن الاستخدام مشتق من النموذج الأولي للقضبان القياسية التي يحتفظ بها الملك وقضاته.
كلمة «ياردة» هي مرادف لكلمة «يارد» بمعنى مساحة الأرض المغلقة. هذا المعنى الثاني لـ «يارد» له أصل متعلق بالفعل طوق "to gird" وربما لا يكون مرتبطًا.

## التاريخ

### الأصل
أصل المقياس غير مؤكد. استخدم كل من الرومان والويلزيين مضاعفات القدم الأقصر، ولكن 2 1⁄2 القدم الرومانية كانت «خطوة» "step"(غراد) و 3 أقدام ويلزية كانت «خطوة» "pace" (كام). أعيد صياغة الذراع الجرمانية الأولية أو طول الذراع باسم * alinâ، والتي تطورت إلى اللغة الإنجليزية القديمة ęln، الإنجليزية الوسطى elne، والحديث ell إل 1¼ ياردة. وقد أدى هذا بالبعض إلى اشتقاق ياردة ثلاثة أقدام إنجليزية من الخطوة. وآخرون من ell أو الذراع (cubit). ولا يزال آخرون من ذراع هنري الأول. واستنادًا إلى أصل كلمة «ياردة» أخرى، يقترح البعض أنها مشتقة في الأصل من محيط خصر الشخص، بينما يعتقد البعض الآخر أنها نشأت كمقياس مكعب. كتب تقرير بريطاني رسمي:
أقدم سجل لنموذج أولي هو القانون الثاني Edgar Cap. 8 (959 × 963 م)، والذي نجا في العديد من المخطوطات المختلفة. وفيه وجه إدغار السلمي Witenagemot في أندوفر بأن «القياس الذي تم إجراؤه في وينشستر» يجب مراعاته في جميع أنحاء مملكته. (تُقرأ بعض المخطوطات «في لندن وفي وينشستر»). وبالمثل تشير تشريعات ويليام الأول إلى المعايير القياسية لأسلافه وتؤيدها دون تسميتها.
يسجّل ويليام أوف مالمسبري في «أفعال ملوك إنجلترا» أنه في عهد هنري الأول «تم استخدام مقياس ذراعه لتصحيح الخطأ الزائف في قياس الإيل للتجار وتم فرضه على جميع أنحاء إنجلترا». وقد أضيفت الحكاية الشعبية التي تقول أن الطول كان يحده أنف الملك بعد عدة قرون. يرفض واتسون وصف ويليام بأنه «صبياني» ولكن ويليام كان من بين أكثر مؤرخي العصور الوسطى ضميرًا وجدارة بالثقة. وكان من المفترض أن تكون «قدم الملك» الفرنسية مشتقة من شارلمان، وبعد ذلك تدخل الملوك الإنجليز مرارًا وتكرارًا لفرض وحدات أقصر بهدف زيادة عائدات الضرائب.

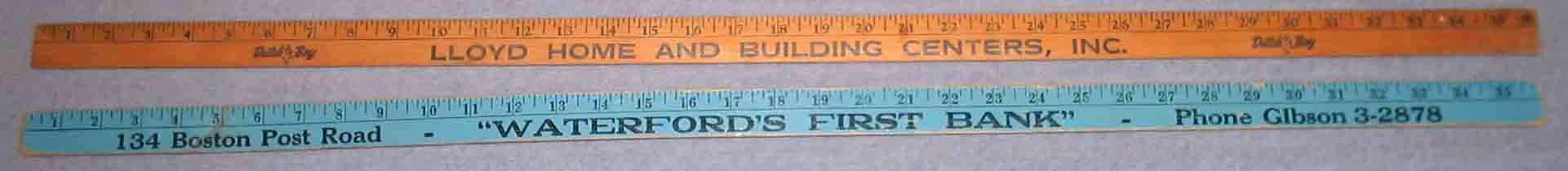
مقياسان مسطرة الياردة يستخدمان لقياس "بضائع اليارد"

يظهر التعريف الأقدم الباقي لهذا الشكل من إيل في قانون تسوية الياردات والعصي، وهو أحد القوانين ذات التاريخ غير المؤكد مؤرخ مؤقتًا في عهد إدوارد الأول أو الثاني ج. 1300. وتختلف صياغته في الروايات الباقية. يقرأ أحدهم:
ويقول كناب ليبر هورن:
في بعض الكتب المبكرة، تم إلحاق هذا القانون بنظام أساسي آخر غير مؤكد التاريخ بعنوان قانون قياس الأرض. لم يتم إلغاء القانون حتى ظهور قانون الأوزان والمقاييس لعام 1824.

### الياردة والإنش
في قانون عام 1439 (18 هنري السادس. كاب. 16.) تم إلغاء بيع القماش بواسطة «ياردة وحفنة»، وتم إنشاء «الياردة والبوصة (الإنش)».
إذ يجب أن يكون هناك قياس واحد فقط للقماش عبر المملكة بواسطة الياردة والبوصة، وليس بواسطة الياردة والحفنة، وفقًا لمقياس لندن.
طبقًا لكونور كان تجار الملابس قد باعوا الملابس بمقياس الياردة والحفنة من الملابس للتهرب من الضرائب المرتفعة على الملابس (الحفنة الإضافية هي في الأساس صفقة في السوق السوداء). وأدت جهود التنفيذ إلى تحول تجار الملابس إلى الياردة والبوصة، وعند هذه النقطة استسلمت الحكومة وجعلت الياردة والبوصة رسمية. وفي عام 1552 تمت المصادقة مرة أخرى على قياس الملابس بالياردة والبوصة في القانون (5 و6 كاب إدوارد السادس. 6. قانون صنع القماش الصوفي الحقيقي.)
ومرة واحدة في التشريع 1557-1558 (4 و 5 فيليب وماري كاب. 5. فعل لمس صناعة الملابس الصوفية. الفقرة التاسعة.)
التاسع. البند أن كل كيرسي عادي مذكور في القانون المذكور يجب أن يحتوي في الطول في الماء بين السادس عشر. والسابع عشر. ياردات وياردة وبوصة. وعند تجفيفها جيدًا وتثخينها وطحنها وتجهيزها وتجفيفها تمامًا، يجب أن تزن القطعة على الأقل تسعة عشر رطلاً: ...
حتى عام 1593 تم العثور على نفس المبدأ المذكور مرة أخرى (35 إليزابيث. كاب. 10. قانون لإصلاح انتهاكات متنوعة في الملابس، تسمى ديفونشاير كيرجيس أو العشرات، وفقًا لإعلان السنة الرابعة والثلاثين من حكم سيدتنا ذات السيادة التي هي الآن الملكة. الفقرة الثالثة.)
(2) وكل واحدة من نفس ديونشاير كيرسيز أو العشرات إذا كانت خامًا، وعندما تخرج من نول النساج (بدون شد أو تمديد أو جذبها بقوة أو أي جهاز آخر لزيادة طوله) يجب أن تحتوي على طول يتراوح بين خمسة عشر وستة عشر ياردة بمقياس ياردة وبوصة حسب القاعدة...

### المعايير الفيزيائية
واحدة من أقدم قضبان اليارد الموجودة هي ياردة الملابس لشركة Worshipful التابعة لتجار الخياطة. إذ يتكون من قضيب حديدي سداسي بقطر 5⁄8 بوصة و1⁄100 بوصة أقصر من اليارد، مغلف بقضيب فضي يحمل السمة المميزة 1445. في أوائل القرن الخامس عشر تم تفويض شركة تجار الخياطة «لإجراء بحث» في افتتاح المعرض السنوي للقماش يوم القديس بارثولوميو. وفي منتصف القرن الثامن عشر، قارن جراهام الياردة القياسية للجمعية الملكية بالمعايير الأخرى الموجودة. كانت هذه معايير «مهملة منذ فترة طويلة» تم وضعها في عام 1490 في عهد هنري السابع، وياردة نحاسية وقطعة إيل من النحاس الأصفر من عام 1588 في عهد الملكة إليزابيث وما زالت مستخدمة في ذلك الوقت، محتفظ بها في الخزانة. وياردة من النحاس الأصفر وقطعة إيل من النحاس الأصفر في مبنى البلدية. وياردة نحاسية قدمتها الخزانة لشركة صناعة الساعات عام 1671. وتم اعتبار ياردة الخزانة على أنها «حقيقية». ثم تم العثور على الاختلاف ليكون + 1⁄20 إلى - 1⁄15 من البوصة، وتم إجراء تخرج إضافي لياردة الخزانة وفقًا لمعايير الجمعية الملكية. وفي عام 1758 طلب المجلس التشريعي بناء ياردة قياسية، والتي تم إنشاؤها وفقًا لمعايير الجمعية الملكية وتم إيداعها لدى كاتب مجلس العموم، وتم تقسيمها إلى أقدام، وتقسيم واحدة من القدم إلى بوصات، وتقسيم واحدة من البوصة إلى أعشار. ونسخة منه ولكن مع الخدين المستقيمة التي يمكن وضع قضبان قياس أخرى، تم صنعها للخزانة للاستخدام التجاري.

### بريطانيا القرن التاسع عشر
بعد تحقيقات الجمعية الملكية التي أجراها جون بلايفير وهايد ولاستون وجون وارنر في عام 1814، اقترحت لجنة من البرلمان تحديد الياردة القياسية بناءً على طول بندول الثواني. تم فحص هذه الفكرة ولكن لم تتم الموافقة عليها. قانون الأوزان والمقاييس لعام 1824 (5 ° جورج الرابع. كاب. 74.) ينص قانون التحقق وإثبات توحيد الأوزان والمقاييس على ما يلي:
«ابتداءً من اليوم الأول من شهر مايو وبعده ألف وثمانمائة وخمسة وعشرون، الخط المستقيم أو المسافة بين مركزي النقطتين في الأزرار الذهبية لقضيب النحاس المستقيم الآن في عهدة كاتب مجلس العموم. يجب أن تكون الكلمات والأشكال» الياردة القياسية 1760«محفورة ويتم الإعلان عن نفس المعيار بموجب هذا المعيار الأصلي والحقيقي لمقياس الطول أو الامتداد الخطي المسمى بـ يارد. وأن نفس الخط المستقيم أو المسافة بين مركزي النقطتين المذكورتين في ترصيع الذهب المذكور في قضيب النحاس المذكور، فإن النحاس عند درجة حرارة اثنين وستين درجة بمقياس حرارة فهرنهايت يجب أن يكون ويطلق عليه بموجب هذا الفناء القياسي الإمبراطوري ويجب أن يكون ويصرح بموجبه أنه الوحدة أو مقياس الامتداد القياسي الوحيد، حيث يتم اشتقاق جميع تدابير الامتداد الأخرى، سواء كانت خطية أو سطحية أو صلبة، وحسابها والتحقق منها. وأن جميع مقاييس الطول يجب أن تؤخذ في أجزاء أو مضاعفات، أو نسب معينة من اليارد القياسي المذكور. وأن ثلث جزء من الياردة القياسية المذكورة يجب أن يكون قدمًا، والجزء الثاني عشر من هذه القدم يجب أن يكون بوصة. وأن الوتد أو العصا في الطول يجب أن يحتوي على خمس ياردات ونصف، والفرلونج مائتان وعشرون ياردة، والميل ألف وسبعمائة وستين ياردة.»
في عام 1834 تم تدمير معيار اليارد الإمبراطوري الأساسي جزئيًا في حريق عرف باسم حرق البرلمان. وفي عام 1838 تم تشكيل لجنة لإعادة بناء المعايير المفقودة، بما في ذلك الجنيه التروي والذي تم تدميره أيضًا. وفي عام 1845 تم إنشاء معيار جديد لليارد بناءً على معيارين موجودين سابقًا معروفين باسم A1 وA2، وكلاهما صُنع من أجل مسح الذخائر، وRS. 46، ساحة الجمعية الفلكية الملكية. وقد تمت مقارنة الثلاثة بالمعيار الإمبراطوري قبل الحريق.